# Salreu
Salreu is een plaats (freguesia) in de Portugese gemeente Estarreja en telt 4153 inwoners (2001).